# Polimerización por radicales libres
La polimerización por radicales libres es el método más antiguo de síntesis polimérica, por este método se sintetizó por primera vez el polietileno y el polipropileno. Es un método de polimerización por el que un polímero se forma por la adición sucesiva de bloques de construcción (monómeros) gracias a la elevada reactividad de los radicales libres. Los radicales libres pueden formarse por medio de un número de diferentes mecanismos que implican generalmente moléculas iniciadoras. Después de su generación, la propagación de radicales libres añade unidades de monómero, con lo que el crecimiento de la cadena de polímero es constante.
La polimerización por radicales libres es una vía de síntesis clave para obtener una amplia variedad de diferentes polímeros y materiales compuestos. La naturaleza relativamente no específica de los radicales libres y sus interacciones químicas hacen de ésta una de las formas más versátiles de polimerización disponible. En 2001, 40.000 millones de las 110.000 millones de libras de polímeros producidos en los Estados Unidos fueron producidos por polimerización de radicales libres.

## Mecanismo de reacción
El mecanismo de reacción de esta polimerización incluye las siguientes etapas:

### Iniciación
La iniciación es el primer paso del proceso de polimerización. Durante la iniciación, un centro activo es creado a partir de una cadena de polímero que se genera. No todos los monómeros son susceptibles a todos los tipos de iniciadores. La iniciación por radicales funciona mejor en el enlace doble carbono-carbono de monómeros de vinilo y el enlace carbono-oxígeno doble en aldehídos y cetonas. La iniciación tiene dos pasos: en el primero, uno o dos radicales se crean a partir de las moléculas de iniciación; mientras que en el segundo, los radicales se transfieren desde las moléculas iniciadoras a los monómeros presentes.

#### Tipos de iniciadores
1. Descomposición térmica: El iniciador se calienta hasta que un enlace es clivado homolíticamente, produciendo dos radicales libres (Figura 1). Este método se utiliza más a menudo con peróxidos orgánicos o azoderivados.[2] Figura 1: Descomposición térmica del peróxido de dicumilo

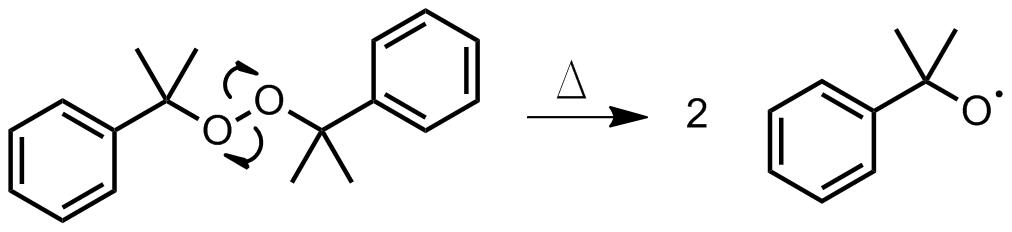
Figura 1: Descomposición térmica del peróxido de dicumilo

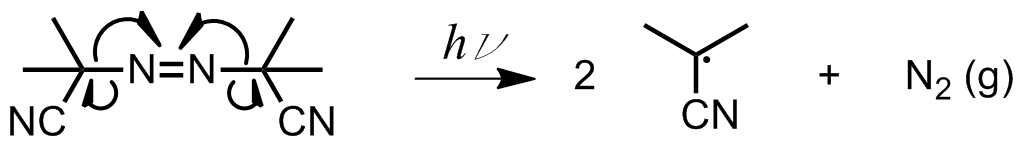
Figura 2: Fotólisis del 2,2´-azobiisobutironitrilo (AIBN).

2. Fotólisis: La radiación escinde un enlace homolíticamente, produciendo dos radicales (Figura 2). Este método se utiliza más a menudo con yoduros metálicos, alquilos metálicos, y azoderivados.[2][3] Figura 2: Fotólisis del 2,2´-azobiisobutironitrilo (AIBN). La fotoiniciación puede también ocurrir por abstracción de H bi-molecular cuando el radical está en su estado excitado triplete más bajo en energía.[4] Un sistema fotoiniciador aceptable debe cumplir con los siguientes requisitos:[4]
  - Alta absortividad en el rango de 300-400 nm.
  - Generación eficiente de radicales capaces de atacar al doble enlace olefínico de los monómeros de vinilo.
  - Solubilidad adecuada en el sistema de aglutinante (prepolímero + monómero).
  - No deberán transmitir amarillamiento o malos olores al material curado.
  - El fotoiniciador y cualquier subproductos resultantes de su uso no debe ser tóxico.
3. Reacciones redox: Reducción de peróxido de hidrógeno u otros peróxidos de alquilo por hierro (Figura 3).[2] Otros reductores, tales como Cr2+, V2+, Ti3+, Co2+, y Cu+ se pueden emplear en lugar del ion ferroso en muchos casos.[1]

| {\displaystyle {\ce {{H2O2}+Fe^{2+}->{Fe^{3+}}+{HO^{-}}+HO^{.}}}} |
| Figura 3: Reacción redox de peróxido de hidrógeno con hierro.     |

4.  Peroxodisulfatos: La disociación de un Peroxidisulfato en la fase acuosa (Figura 4). Este método es útil en polimerización en emulsión en la cual se difunden radicales de un monómero hidrófobo contenido en gotitas. 

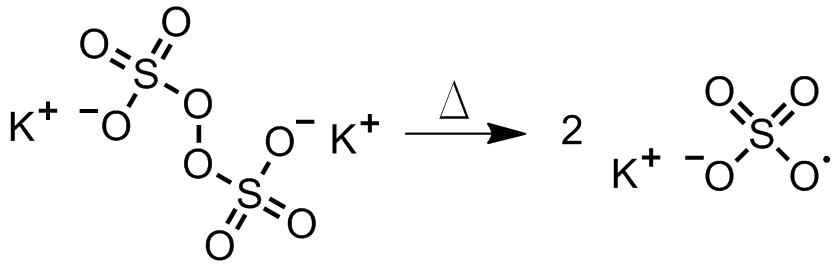
Figura 4: Degradación térmica de un peroxidisulfato.

5. Radiación ionizante: partículas α, partículas β, rayos γ o rayos X provocan la expulsión de un electrón de las especies iniciadoras, seguido por la disociación y captura de electrones para producir un radical (Figura 5). 

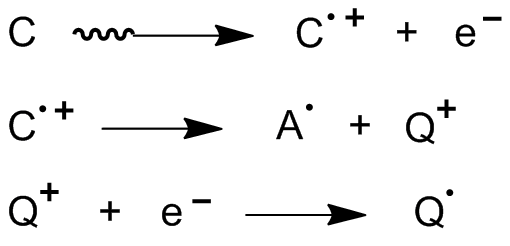
Figura 5: Los tres pasos a seguir en la radiación ionizante: emisión del electrón, disociación y captura electrónica.

6. Electroquímico: Es la electrólisis de una disolución que contiene tanto monómero como electrolito. Una molécula de monómero recibirá un electrón en el cátodo para convertirse en un anión radical, y una molécula de monómero dará un electrón en el ánodo para formar un catión radical (Figura 6). Los iones radicales entonces inician la polimerización por radicales libres y/o por iones. Este tipo de iniciación de especialmente útil para las superficies de metal de revestimiento con películas de polímero. 

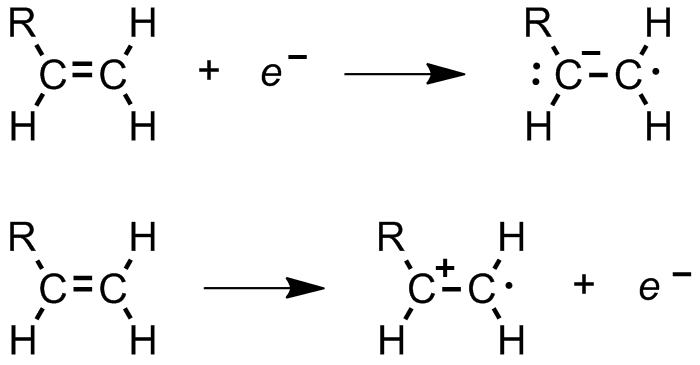
Figura 6: (Arriba) Formación del anión radical en el cátodo; (abajo) formación del catión radical en el ánodo.

7. Sonicación: Se puede aplicar al monómero una alta intensidad de ultrasonido en las frecuencias más allá del alcance del oído humano (16 kHz). La iniciación resulta de los efectos de la cavitación (la formación y colapso de las cavidades en el líquido). Al producirse cavitaciones locales, se generan localmente temperaturas y presiones muy altas. Esto resulta en la formación de estados electrónicos excitados que a su vez conducen a la rotura del enlace y la formación de radicales libres.

#### Eficiencia del iniciador
Debido a reacciones secundarias y la síntesis ineficiente de las especies radicales, la iniciación de la cadena no es el 100% de eficiente. El factor de eficiencia, f, se utiliza para describir la concentración de radicales eficaz. El valor máximo de f es 1.0, pero los valores típicos oscilan en un rango de entre 0.3 a 0.8. La siguiente es una lista de las reacciones que reducen la eficiencia del iniciador:
- Recombinación primaria: Dos radicales se recombinan (vuelven a combinarse entre sí) antes de iniciar una cadena (Figura 7). Esto ocurre dentro de la jaula del disolvente, lo que significa que todavía no se ha encontrado ninguna molécula de disolvente con los nuevos radicales.Esto ocurre porque el disolvente no dispersa los nuevos radicales formados.[2]

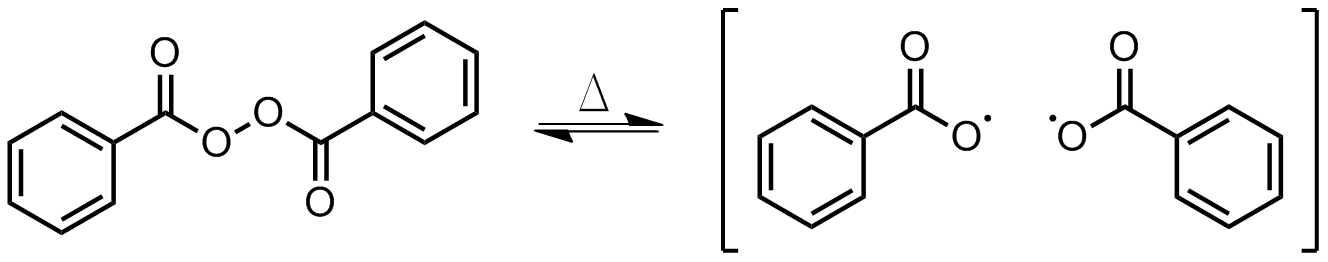
Figura 7: Recombinación primaria de BPO

- Otras vías de recombinación: Dos iniciadores de radicales se recombinan antes de iniciar una cadena, pero no los mismos radicales generados como ocurría en la recombinación primaria dentro de la jaula del disolvente, sino fuera de ella (Figura 8).[2]

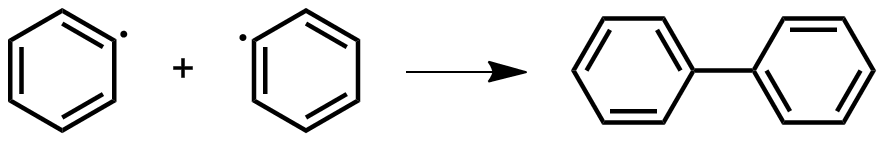
Figura 8: La recombinación de radicales fenilo de la iniciación de BPO

- Reacciones secundarias: Un radical se produce en lugar de los tres radicales que podrían ser producidos (Figura 9).[2]

| {\displaystyle {\ce {{R.}+ {R'-O-O-R'}-> ROR' + R'O'}}}                               |
| Figura 9: La reacción de la cadena de polímero, R, con otras especies en la reacción. |

La formación de radicales, altamente reactivos por medio de peróxidos u otros agentes resulta en un crecimiento aleatorio, atáctico. Es decir, sin tacticidad, por esta razón es que este mecanismo no es utilizado para polímeros cuyo control de distribución de pesos moleculares y tacticidad son específicos.

### Propagación
Durante la polimerización, un polímero pasa la mayor parte de su tiempo en el aumento de la longitud de su cadena (lo que se conoce como propagación). Después de que el iniciador radical se forma, ataca un monómero (Figura 10). En un monómero de etileno, un par de electrones está firmemente sujeto entre los dos átomos de carbono en un enlace sigma. El otro está más "suelto" en un enlace pi. El radical libre utiliza un electrón del enlace pi para formar un enlace más estable con el átomo de carbono. El otro electrón vuelve al segundo átomo de carbono, convirtiendo la molécula completa en otro radical. Esto hace comenzar la cadena de polímero. La Figura 11 muestra cómo los orbitales de un monómero de etileno interactúan con un iniciador de radicales libres.

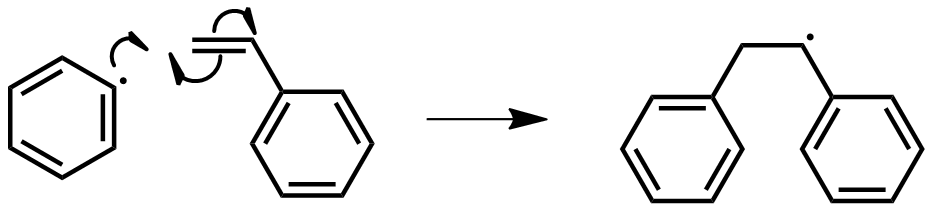
Figura 10: El fenilo del iniciador peróxido de benzoilo (BPO) ataca una molécula de estireno para iniciar la cadena del polímero.

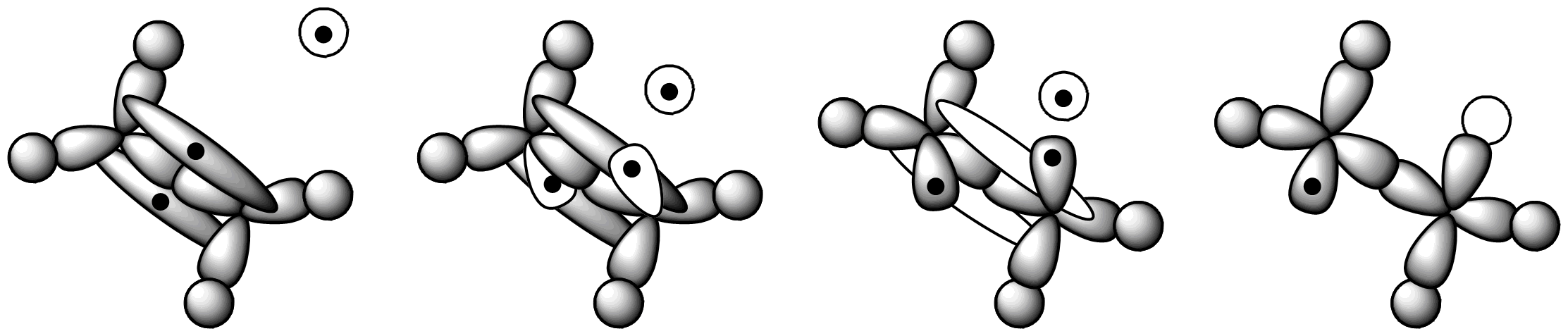
Figura 11: Movimiento de los orbitales moleculares durante la etapa de propagación al comienzo de la cadena.

Una vez que una cadena se ha iniciado, se propaga la cadena (Figura 12) hasta que no haya más monómero o hasta que se produzca la terminación. Esta última etapa de terminación es muy variable, dependiendo de varios factores tales como la reactividad del radical y de la cadena, el disolvente y la temperatura. El mecanismo de propagación de la cadena es la siguiente:

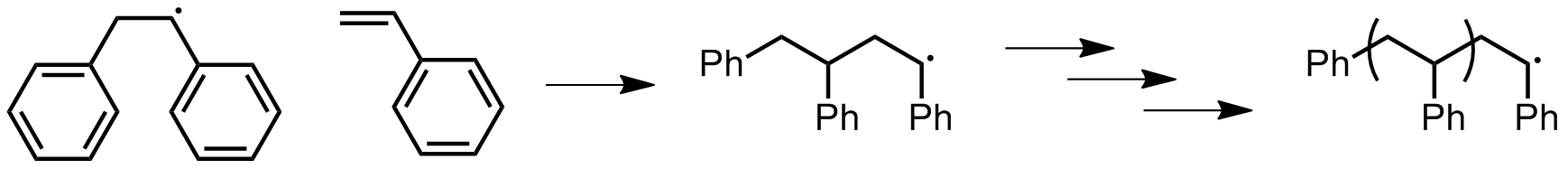
Figure 12: Propagación del poliestireno con un iniciador de radical fenilo.

Algunos pasos intermedios en la propagación incluyen eliminación de radicales y formación de ramificaciones.

### Terminación
La terminación de la cadena no ocurrirá si la reacción está completamente libre de contaminantes. En este caso, la polimerización se considera que es una polimerización viva, porque la propagación puede continuar si se añade más monómero a la reacción. Estas polimerizaciones vivas son más comunes en la polimerización iónica, sin embargo, debido a la alta reactividad de los radicales, la terminación puede ocurrir por varios mecanismos diferentes. 
Si se desean cadenas más largas, la concentración de iniciador debe mantenerse baja, y si se desan cadenas cortas, la concentración del iniciador deberá ser mayor.
1. Combinación de dos extremos de cadena activos: uno o ambos de los siguientes procesos pueden ocurrir.
  - Combinación: Dos extremos de cadena se combinan para formar una cadena más larga (Figura 13). Uno puede determinar si este modo de terminación se está produciendo por el control del peso molecular de las especies de propagación: la combinación dará como resultado la duplicación del peso molecular. Además, la combinación se traducirá en un polímero que es C2 simétrico alrededor del punto de la combinación.[3][7] Figura 13: Terminación por la combinación de dos polímeros de poli(cloruro de vinilo) (PVC).

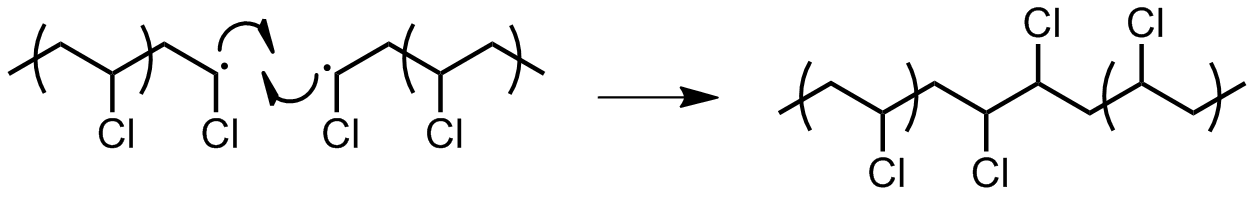
Figura 13: Terminación por la combinación de dos polímeros de poli(cloruro de vinilo) (PVC).

  - Desproporción radical: un átomo de hidrógeno del extremo de una cadena es abstraído por otro radical, produciendo un polímero con un grupo terminal insaturado y un polímero con un grupo terminal saturado (Figura 14).[5] Figura 14: Terminación por desproporción de poli(metacrilato de metilo).

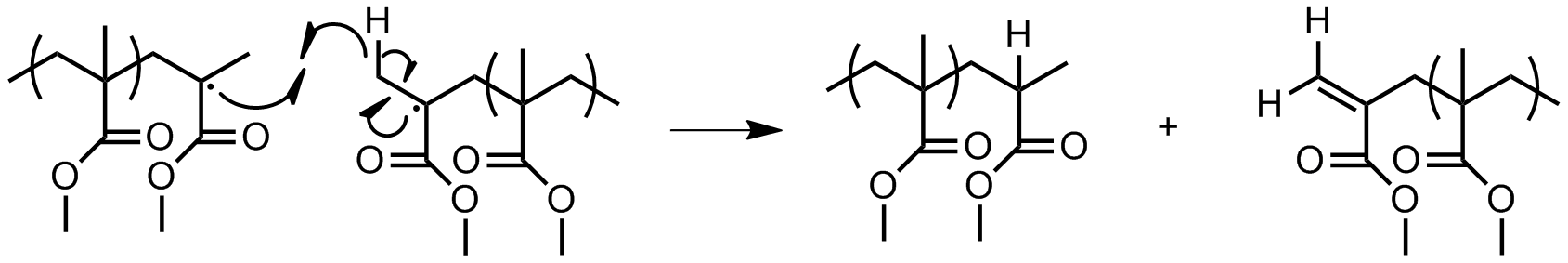
Figura 14: Terminación por desproporción de poli(metacrilato de metilo).

2. Combinación de un extremo de la cadena activa con un iniciador de radicales (Figura 15).[2] Figura 15: Terminación de PVC por reacción con iniciador de radicales.

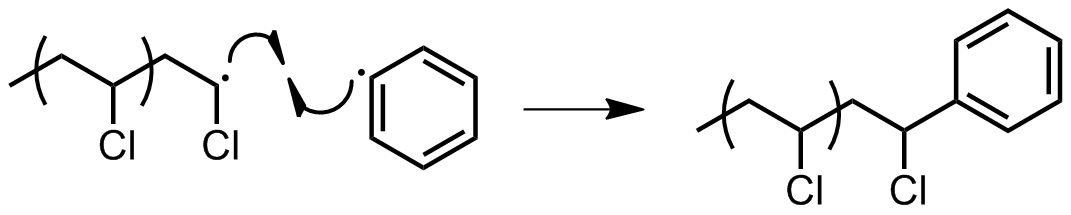
Figura 15: Terminación de PVC por reacción con iniciador de radicales.

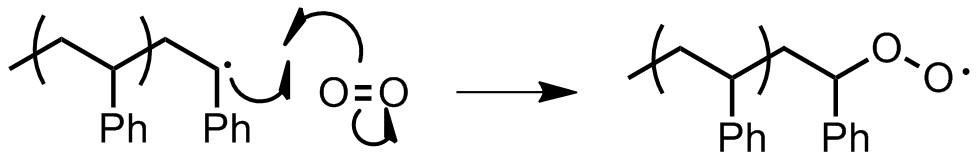
Figura 16: La inhibición de la propagación de poliestireno debido a la reacción de polímero con el oxígeno molecular.

3. Interacción con impurezas o inhibidores. El oxígeno es el inhibidor más común. La cadena en crecimiento va a reaccionar con el oxígeno molecular, produciendo un radical de oxígeno, que es mucho menos reactivo (Figura 16). Esto reduce de forma considerable la velocidad de propagación.Figura 16: La inhibición de la propagación de poliestireno debido a la reacción de polímero con el oxígeno molecular. El Nitrobenceno, Butilhidroxitolueno (BHT), y 2,2-difenil-1-picrilhidrazilo (DPPH, Figura 17) son unos inhibidores de algunos otros. Este último es un inhibidor especialmente eficaz debido a que es un radical libre estabilizado por resonancia.[2] Figura 17: La inhibición de la cadena de polímero, R, por DPPH.

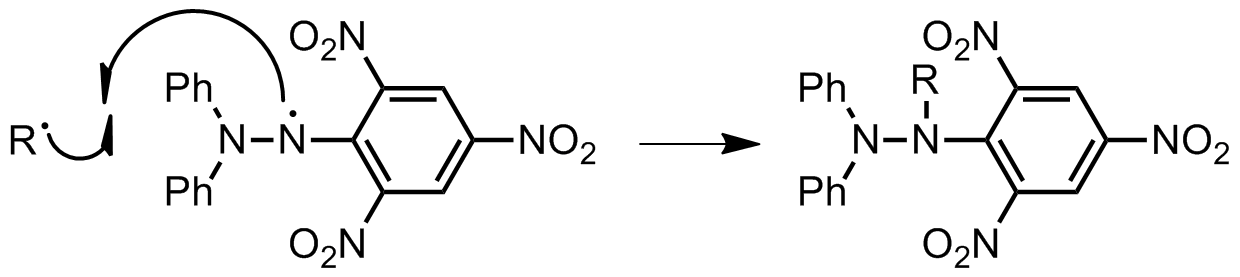
Figura 17: La inhibición de la cadena de polímero, R, por DPPH.

### Transferencia de cadena
Al contrario de los otros modos de terminación, la transferencia en cadena da como resultado la destrucción de un solo radical, pero también la creación de otro radical. Sin embargo, a menudo, este radical recién creado no es capaz de propagarse más. Similar a la desproporción, todos los mecanismos de transferencia de cadena también implican la abstracción de un hidrógeno u otro átomo. Existen varios tipos de mecanismos de transferencia de cadena:
- Al disolvente: un átomo de hidrógeno se extrae de una molécula de disolvente, lo que resulta en la formación de radicales en las moléculas de disolvente, que no se propagarán más (Figura 18):

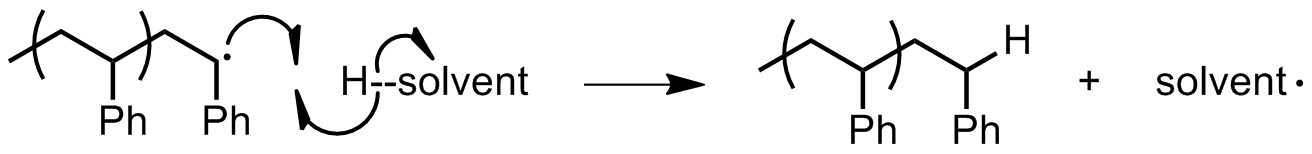
Figura 18: Transferencia de cadena del poliestireno al disolvente.

La efectividad de la transferencia de cadena que involucra moléculas de disolvente depende de la cantidad de disolvente presente (más disolvente conduce a una mayor probabilidad de transferencia), la fuerza del enlace involucrado en el paso de abstracción (un enlace más débil conduce a una mayor probabilidad de transferencia) y la estabilidad del radical disolvente que se forma (una mayor estabilidad conduce a una mayor probabilidad de transferencia). Los halógenos, excepto el flúor, se transfieren fácilmente.
- Al monómero: un átomo de hidrógeno se extrae de un monómero. Si bien esto crea un radical en el monómero afectado, la estabilización de resonancia de este radical desalienta la propagación adicional (Figura 19).[2]

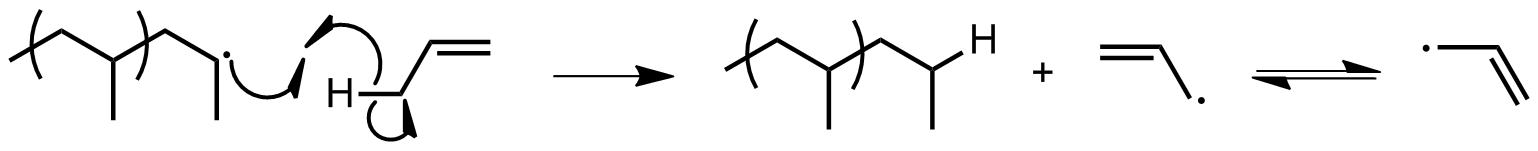
Figura 19: Transferencia de cadena del polipropileno al monómero.

- Al iniciador: una cadena de polímero reacciona con un iniciador, que termina esa cadena de polímero, pero crea un nuevo iniciador radical (Figura 20). Este iniciador puede comenzar nuevas cadenas de polímeros. Por lo tanto, al contrario de las otras formas de transferencia de cadena, la transferencia de cadena al iniciador permite una propagación adicional. Los iniciadores de peróxido son especialmente sensibles a la transferencia de cadena.[2]

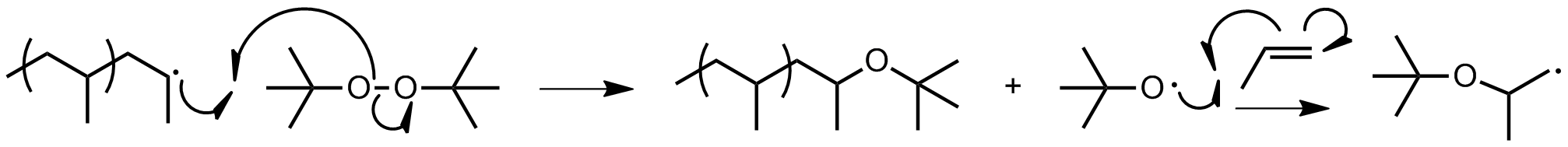
Figura 20: Transferencia de cadena del polipropileno al iniciador di-terc-butil peróxido.

- Al polímero: el radical de una cadena de polímero extrae un átomo de hidrógeno de alguna parte de otra cadena del polímero (Figura 21). Esto termina el crecimiento de una cadena de polímero, pero permite que la otra se ramifique y reanude el crecimiento. Este paso de reacción no cambia el número de cadenas de polímeros ni el número de monómeros que han sido polimerizados, de modo que el grado de polimerización promedio no se ve afectado.[10]

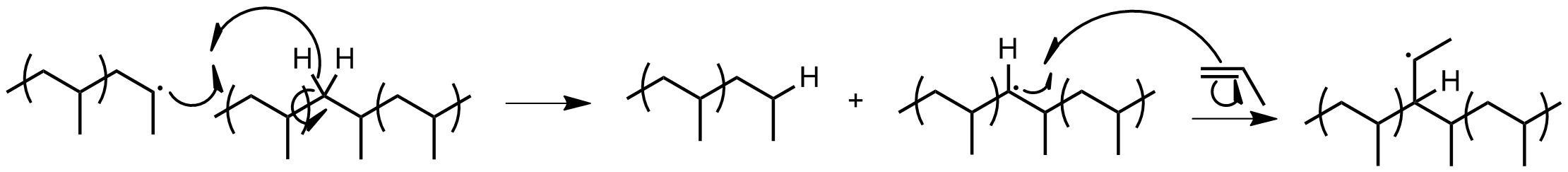
Figura 21: Transferencia de cadena del polipropileno a la columna vertebral de otro polipropileno.

Efectos de la transferencia de cadena: el efecto más obvio de la transferencia de cadena es una disminución en la longitud de la cadena del polímero. Si la velocidad de transferencia es mucho mayor que la velocidad de propagación, entonces se forman polímeros muy pequeños con longitudes de cadena de 2-5 unidades repetidas (telomerización). [13] La ecuación de Mayo estima la influencia de la transferencia de cadena en la longitud de la cadena (xn): {\displaystyle {\frac {1}{x_{n}}}=\left({\frac {1}{x_{n}}}\right)_{o}+{\frac {k_{tr}[disolvente]}{k_{p}[monomero]}}} Donde ktr es la constante de velocidad para la transferencia de cadena y kp es la constante de velocidad para la propagación. La ecuación de Mayo supone que la transferencia al disolvente es la vía principal de terminación.

## Aspectos cinéticos
A continuación se muestra una tabla resumen de las ecuaciones cinéticas de las distintas etapas cinéticas que se desarrollarán matemáticamente más adelante:
| Etapa       | Reacción | Velocidad asociada |
| ----------- | --- | --- |
| Iniciación  | Etapa limitante: {\displaystyle I{\xrightarrow {k_{d}}}2R^{\bullet }}                                                                              | {\displaystyle v_{d}=2k_{d}[I]} |
| Iniciación  | Etapa rápida: {\displaystyle R^{\bullet }+M{\xrightarrow {k_{a}}}RM^{\bullet }}                                                                    | {\displaystyle v_{a}=k_{a}[R^{\bullet }][M]} |
| Iniciación  | {\displaystyle (v_{a})_{global}=fv_{d}=2.f.k_{d}[I]} donde f es la eficacia del iniciador                                                          | |
| Propagación | {\displaystyle RM_{n}^{\bullet }+M{\xrightarrow {k_{p}}}RM_{n+1}^{\bullet }}                                                                       | {\displaystyle v_{p}=-{\frac {\mathrm {d} [M]}{\mathrm {d} t}}=k_{p}{\color {Tan}[RM_{n}^{\bullet }]}[M]} |
| Propagación | Tiempo de vida media de la reacción de polimerización : {\displaystyle \textstyle t_{1/2}={\frac {ln(2)}{k_{p}{\color {Tan}[RM_{n}^{\bullet }]}}}} | |
| Terminación | Recombinación: {\displaystyle RM_{p}^{\bullet }+RM_{n}^{\bullet }{\xrightarrow {k_{t}}}RM_{n+p}R}                                                  | {\displaystyle v_{t}=k_{t}[RM_{n}^{\bullet }]^{2}} y si AECS : {\displaystyle v_{a}=v_{t}} entonces: {\displaystyle \scriptstyle {\color {Tan}[RM_{n}^{\bullet }]}=\left({\frac {2fk_{d}[A]}{k_{t}}}\right)^{\frac {1}{2}}} |
| Terminación | Desproporcionación: {\displaystyle RM_{p}^{\bullet }+RM_{n}^{\bullet }{\xrightarrow {k_{t}}}RM_{n}H+RM_{p}=}                                       | {\displaystyle v_{t}=k_{t}[RM_{n}^{\bullet }]^{2}} y si AECS : {\displaystyle v_{a}=v_{t}} entonces: {\displaystyle \scriptstyle {\color {Tan}[RM_{n}^{\bullet }]}=\left({\frac {2fk_{d}[A]}{k_{t}}}\right)^{\frac {1}{2}}} |

A es el iniciador que se descompone para un compuesto R. M es el monómero.
En general :
- {\displaystyle k_{t}\mathbb {t} 10^{6}-10^{8}L.mol^{-1}.s^{-1}} ;
- {\displaystyle k_{p}\mathbb {t} 10^{2}-10^{4}L.mol^{-1}.s^{-1}} ;
- {\displaystyle k_{d}\mathbb {t} 10^{-4}-10^{-6}s^{-1}}.

Estos valores dependen de la temperatura a través de la ley de Arrhenius y la longitud de la cadena.

### Tratamiento matemático
La velocidad de reacción para la iniciación, propagación y terminación se puede describir de la siguiente manera:

#### Etapa de iniciación
{\displaystyle I\longrightarrow \ 2R^{\bullet }}
{\displaystyle R^{\bullet }+CH_{2}=CH_{2}\longrightarrow \ R-CH_{2}-CH_{2}^{\bullet }}     ({\displaystyle R^{\bullet }+M\longrightarrow \ M^{\bullet }})
La velocidad para el primero de estos procesos, en el que se generan los radicales libres que reaccionarán con los monómeros, es:
{\displaystyle \ v_{d}={\frac {1}{2}}{\frac {\operatorname {d} [R^{\bullet }]}{\operatorname {d} t}}=k_{d}f[I]}
donde f es un coeficiente que tiene en cuenta la eficacia del inciador. Así, la velocidad de creación de radicales {\displaystyle [R^{\bullet }]} será:
{\displaystyle {\frac {\operatorname {d} [R^{\bullet }]}{\operatorname {d} t}}=2k_{d}f[I]}
Por otra parte, la velocidad de iniciación (vi) puede formularse:
{\displaystyle -{\frac {\operatorname {d} [R^{\bullet }]}{\operatorname {d} t}}={\frac {\operatorname {d} [M^{\bullet }]}{\operatorname {d} t}}=k_{i}[R^{\bullet }][M]}
Suponiendo que la concentración de radical {\displaystyle [R^{\bullet }]} no cambia, suponiendo que estamos en un estado estacionario (usando la aproximación del estado estacionario), una vez alcanzado el estado estacionario, la cantidad de radicales libres generados será igual a la que reaccionen con el monómero, por lo que vd=vi:
{\displaystyle 2k_{d}f[I]=k_{i}[R^{\bullet }][M]} {\displaystyle \longrightarrow } {\displaystyle [R^{\bullet }]=2k_{d}f[I]/[M]k_{i}}

#### Etapa de propagación
La etapa de propagación consiste en la etapa en la que el monómero se adiciona a las distintas cadenas en crecimiento:
{\displaystyle M_{x}^{\bullet }+\ M\longrightarrow \ M_{x+1}^{\bullet }}
La velocidad de propagación puede suponerse que no depende de la longitud de las cadenas reactivas (pese al efecto estérico que pueda producir la mayor o menor longitud de las cadenas), sino únicamente de su concentración. A esta suposición se le conoce como hipótesis de igual reactividad. Esta velocidad depende, lógicamente, de la concentración de monómero, [M], por tanto:
{\displaystyle v_{p}=-{\frac {\operatorname {d} [M]}{\operatorname {d} t}}=k_{p}[M][M^{\bullet }]}
Al formular esta ecuación se considera que la cantidad de monómero que desaparece en la reacción de iniciación es pequeña y por tanto consideramos que la desaparición delmonómero solamente es debida a las reacciones de propagación.

#### Etapa de terminación
La terminación puede tener lugar a través de 2 mecanismos cinéticamente equivalentes:
{\displaystyle M_{x}^{\bullet }+\ M_{y}^{\bullet }\longrightarrow \ P_{x+y}\qquad Combinaci{\acute {o}}n}
{\displaystyle M_{x}^{\bullet }+\ M_{y}^{\bullet }\longrightarrow \ P_{x}+\ P_{y}\qquad Desproporcionaci{\acute {o}}n}
El mecanismo de terminación no determina la velocidad delproceso de polimerización global, pero si la longitud de las cadenas de polímero. La velocidad de terminación viene dada por la ecuación:
{\displaystyle v_{t}={-{\frac {1}{2}}{\frac {\operatorname {d} [M^{\bullet }]}{\operatorname {d} t}}}=k_{t}[M^{\bullet }]^{2}}
{\displaystyle {-{\frac {\operatorname {d} [M^{\bullet }]}{\operatorname {d} t}}}=2k_{t}[M^{\bullet }]^{2}}
Si volvemos a usar la aproximación del estado estacionario, la concentración de las cadenas en crecimiento activo permanece constante, es decir, la velocidad de iniciación y de terminación son la misma. La concentración de la cadena activa se puede derivar y se expresa en términos de las otras especies conocidas en el sistema:
{\displaystyle v_{i}=v_{t}} {\displaystyle \longrightarrow } {\displaystyle k_{i}[R^{\bullet }][M]=2k_{t}[M\cdot ]^{2}} {\displaystyle \longrightarrow } {\displaystyle [M^{\bullet }]=\left({\frac {k_{i}[R^{\bullet }][M]}{2k_{t}}}\right)^{1/2}}
En este caso, como conocemos {\displaystyle [R^{\bullet }]} y {\displaystyle [M^{\bullet }]} en función de las concentraciones de iniciador y monómero, la velocidad de propagación de la cadena se puede describir:
{\displaystyle velocidad={k_{p}}\left({\frac {fk_{d}}{k_{t}}}\right)^{1/2}[I]^{1/2}[M]}
Con esa ecuación podemos concluir que la reacción es de primer orden con respecto al monómero y de orden 1/2 con respecto al iniciador.
Hasta aquí no hemos tenido en cuenta otros factores en cuenta que afecten a la reacción de polimerización. Uno de ellos es el aumento de la viscosidad del medio a lo largo de la reacción, debido al aumento de la longitud de las cadenas. Además, tampoco hemos considerado la existencia de procesos en los que las cadenas que están creciendo se desactivan al encontrarse con algo que no es un radical libre u otra cadena activa. A ese "algo" que pueden encontrarse se le denomina agente de transferencia, A (que puede ser una molécula de disolvente, un iniciador o una impureza del medio):
{\displaystyle M_{x}^{\bullet }+\ A\longrightarrow \ P_{x}+\ A^{\bullet }}
A este proceso se le denomina transferencia de cadena, y produce como resultado una cadena estable y otra molécula activa que puede comenzar un nuevo proceso de propagación. Estos procesos de transferencia no afectan a la velocidad de polimerización, pero sí al grado de polimerización o peso molecular promedio de las moléculas.
Definiendo la longitud de la cadena cinética, v, como el número de veces que se repite la polimerización por cada cadena activa. Es una medida del número promedio de unidades de monómero en reaccionar con un centro activo durante su vida útil y se relaciona con el peso molecular a través del mecanismo de la terminación. Sin transferencia de cadena, la longitud de la cadena dinámica es sólo función de la velocidad de propagación y la velocidad de iniciación:
{\displaystyle \ v={\frac {R_{p}}{R_{d}}}={\frac {k_{p}[M][M^{\bullet }]}{2fk_{d}[I]}}={\frac {k_{p}[M]}{2(fk_{d}k_{t}[I])^{1/2}}}}
Suponiendo que no se produce el efecto de transferencia de cadena en la reacción, el grado de polimerización promedio en número, {\displaystyle {\bar {x}}_{n}}, se puede correlacionar con la longitud de la cadena cinética. En el caso de terminación por desproporción, una molécula de polímero se produce por cada cadena cinética:
{\displaystyle {\bar {x}}_{n}=v}
La terminación por combinación conduce a una molécula de polímero por dos cadenas cinéticas:
{\displaystyle {\bar {x}}_{n}=2v}
Cualquier mezcla de estos dos mecanismos se puede describir mediante el valor de δ, y la contribución de la desproporción al proceso general de terminación:
{\displaystyle {\bar {x}}_{n}=\sigma v\qquad (\sigma =1\ si\ es\ por\ desproporci{\acute {o}}n\ y\ \sigma =2\ si\ es\ por\ combinaci{\acute {o}}n)}

Si se considera la transferencia de cadena, entonces hay otras vías para poner fin a la cadena en crecimiento. La ecuación para la longitud de la cadena dinámica se modificará según lo siguiente.
Si se considera la transferencia de cadena, la longitud de cadena cinética no se ve afectada por el proceso de transferencia debido a que el centro del radical libre creciente generado por la etapa de iniciación se mantiene vivo después de cualquier evento de transferencia de cadena, aunque se produzcan múltiples cadenas poliméricas. Sin embargo, el número de grado medio de polimerización disminuye a medida que las transferencias de cadena se producen, ya que las cadenas en crecimiento se terminan por los acontecimientos de transferencia de cadena. Teniendo en cuenta la reacción de transferencia de cadena hacia disolvente S, iniciador I, polímero P, y el agente de transferencia de cadena añadido T. La ecuación de {\displaystyle {\bar {x}}_{n}} se puede ampliar:
{\displaystyle {\frac {1}{{\bar {x}}_{n}}}={\frac {2k_{t,d}+k_{t,c}}{{k_{p}}^{2}[M]^{2}}}R_{p}+C_{M}+C_{S}{\frac {[S]}{[M]}}+C_{I}{\frac {[I]}{[M]}}+C_{P}{\frac {[P]}{[M]}}+C_{T}{\frac {[T]}{[M]}}}
Es habitual definir las constantes de transferencia de cadena C para las diferentes moléculas:
{\displaystyle C_{M}={\frac {k_{tr}^{M}}{k_{p}}}}, {\displaystyle C_{S}={\frac {k_{tr}^{S}}{k_{p}}}}, {\displaystyle C_{I}={\frac {k_{tr}^{I}}{k_{p}}}}, {\displaystyle C_{P}={\frac {k_{tr}^{P}}{k_{p}}}}, {\displaystyle C_{T}={\frac {k_{tr}^{T}}{k_{p}}}}

## Métodos de obtención
Existen cuatro métodos industriales de polimerización radical:
- Polimerización en bloque: la mezcla de reacción contiene solo iniciador y monómero, no disolvente.
- Polimerización en disolución: la mezcla de reacción contiene disolvente, iniciador y monómero.
- Polimerización en suspensión: la mezcla de reacción contiene una fase acuosa, monómero insoluble en agua e iniciador soluble en las gotitas de monómero (tanto el monómero como el iniciador son hidrófobos).
- Polimerización en emulsión: similar a la polimerización en suspensión, excepto que el iniciador es soluble en la fase acuosa en lugar de en las gotas de monómero (el monómero es hidrófobo y el iniciador es hidrófilo). También se necesita un agente emulsionante.

## Polimerización vía radicales libres estables (SFRP)

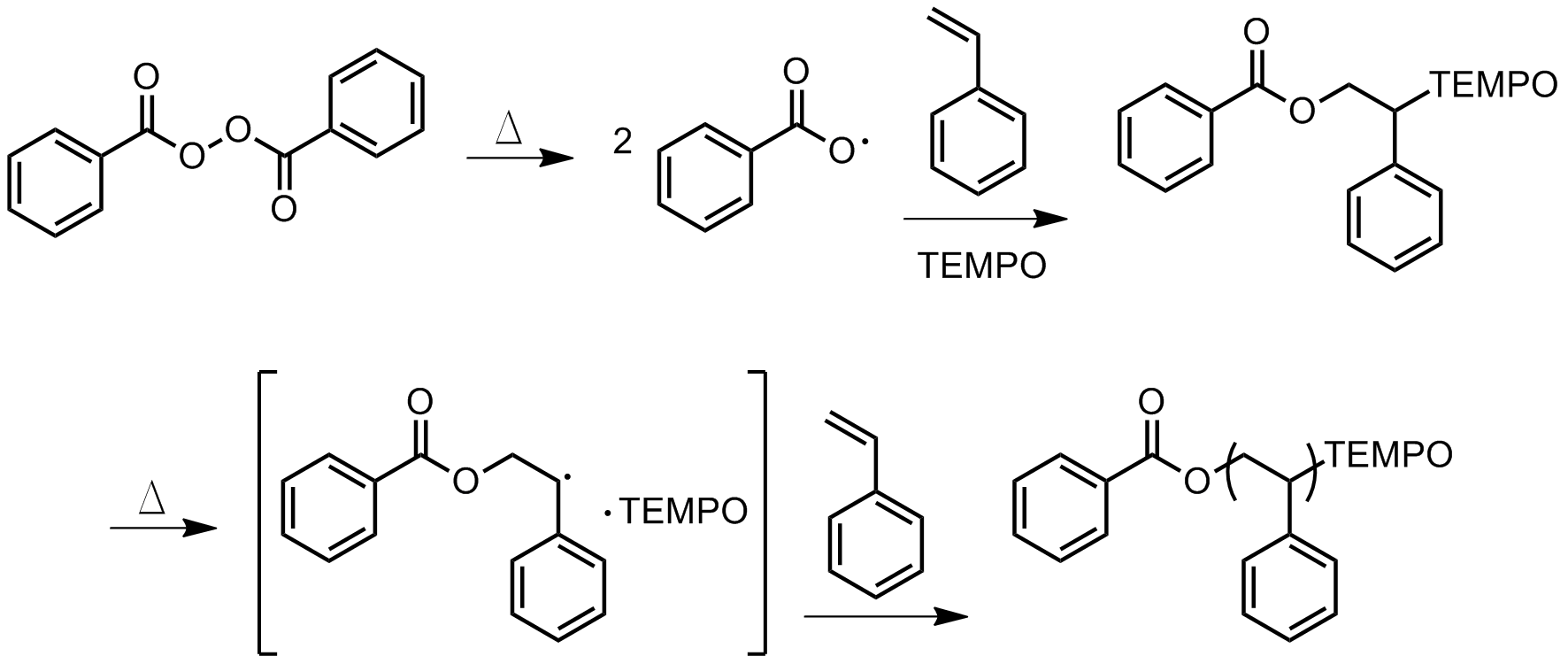
Figura 22: Esquema de reacción para SFRP.

La técnica de polimerización SFRP ofrece crecimiento controlado de las cadenas poliméricas a través del concepto de terminación reversible. Las alcoxiaminas se usaron, y todavía se usan, como estabilizadores en compuestos poliméricos y se sabía que los nitróxidos eran inhibidores de la polimerización por radicales. El primer ejemplo de polimerización radicalaria viviente fue reportado por Moad et al. a principios de los años 80 con la demostración del uso de los nitróxidos, tales como 2,2,6,6-tetrametilpiperidiniloxi (TEMPO), un nitróxido que se combina con radicales de carbono para producir alcoxiaminas "estables", como trampas de radicales en la polimerización de estireno y metacrilato de metilo. Este proceso permitió un control limitado sobre el proceso de polimerización. Georges et al. introdujo mejoras en el proceso de obtención de resinas de poliestireno de distribución de pesos molecular bajo, usando TEMPO con peróxido de benzoilo como iniciador a 130 °C.
Se usa para sintetizar polímeros lineales o ramificados con distribuciones de peso molecular estrechas y grupos terminales reactivos en cada cadena de polímero. El proceso también se ha utilizado para crear copolímeros de bloque con propiedades únicas. Las tasas de conversión son aproximadamente del 100% con este proceso, pero requieren temperaturas de aproximadamente 135 °C. Este proceso se usa más comúnmente con acrilatos, estirenos y dienos. El esquema de reacción en la Figura 22 ilustra el proceso SFRP

Figura 23: Molécula TEMPO utilizada para funcionalizar los extremos de la cadena.

Debido a que el extremo de la cadena está funcionalizado con la molécula TEMPO (Figura 23), se reduce la terminación prematura por acoplamiento. Como con todas las polimerizaciones vivas, la cadena polimérica crece hasta que se consume todo el monómero.